# Hemihyalea griseiventris
Hemihyalea griseiventris är en fjärilsart som beskrevs av Rothschild 1935. Hemihyalea griseiventris ingår i släktet Hemihyalea och familjen björnspinnare. Inga underarter finns listade i Catalogue of Life.